# Edgar Nixon
Edgar Daniel Nixon (Montgomery, 12 luglio 1899 – 25 febbraio 1987) è stato un attivista statunitense.

## Biografia
Leader attivista per i diritti civili della comunità afroamericana, ebbe un ruolo cruciale nel boicottaggio dei bus a Montgomery a Montgomery, Alabama. Al momento dell'arresto di Rosa Parks avvenuto il 1º dicembre 1955 per non aver voluto lasciar sedere un bianco al suo posto, Nixon firmò la garanzia. In seguito lui e altri attivisti iniziarono l'opera di boicottaggio dei mezzi pubblici, che aveva come scopo quello di riconoscere il diritto agli afroamericani di essere liberi di sedersi dove volevano e non di doversi alzare se lo chiedeva un bianco. La protesta ebbe successo, il 21 dicembre 1956 terminò il boicottaggio, dopo 382 giorni. Il giorno stesso alle 5.55 Nixon, Martin Luther King, Ralph Abernathy e il reverendo bianco Glenn Smiley salirono insieme e sedettero vicini. Membro del National Association for the Advancement of Colored People, fu anche presidente delle filiali locali.